# مهری زرافشان
مهری زرافشان نخستین زن ایرانی است که در سال ۱۳۴۴ موفق به فتح زمستانی قله دماوند شده است. وی به همراه نلی یقاییان (نخستین زن ایرانی فاتح قله مون‌بلان) اولین شب‌مانی زنان ایرانی را بر فراز قله دماوند انجام دادند. زرافشان همچنین نخستین زن ایرانی است که قله علم‌کوه را از مسیر گرده آلمان‌ها صعود کرده است.